# ألان سندرلاند
ألان سندرلاند (بالإنجليزية: Alan Sunderland)‏ هو لاعب كرة قدم بريطاني في مركز الهجوم، ولد في 1 يوليو 1953 في Conisbrough ‏ في المملكة المتحدة. شارك مع منتخب إنجلترا تحت 21 سنة لكرة القدم ومنتخب إنجلترا لكرة القدم الرديف ومنتخب إنجلترا لكرة القدم. أما مع النوادي، فقد لعب مع إيبسويتش تاون وديري سيتي ونادي أرسنال ووولفرهامبتون واندررز.

## وصلات خارجية
- ألان سندرلاند على موقع قاعدة بيانات كرة القدم.إي يو (الإنجليزية)
- ألان سندرلاند على موقع ناشيونال فوتبول تيمز (الإنجليزية)
- ألان سندرلاند على موقع Soccerbase.com (لاعب) (الإنجليزية)
- ألان سندرلاند على موقع عالم كرة القدم.نت (الإنجليزية)